# Ohne Filter
Ohne Filter war eine Musiksendung, die von 1983 bis 2001 vom SWR Fernsehen ausgestrahlt wurde. Es traten internationale Pop- und Rockgruppen auf, die in meist 60 Minuten (zeitweise auch 45 Minuten) lang vor Publikum in einem Studio live und ohne Klangkorrektur spielten. Rein technisch betrat man damit Neuland, denn im Gegensatz etwa zum Rockpalast (WDR), bei dem u. a. aus größeren Hallen (z. B. Grugahalle) gesendet wurde, war hier die Lokalität bewusst so dimensioniert, dass konventionelle Studiotechnik benutzt werden konnte.
Ende 1983 startete der SWF in Baden-Baden diese sich schnell zu einem der beliebtesten deutschen Musikprogramme entwickelnde Fernsehreihe. Nachdem die erste Folge noch auf Südwest 3 gelaufen war, wurde die Reihe von Folge 2 bis Folge 46 (1984⁠–⁠1997) im Spätprogramm des Ersten Programms der ARD ausgestrahlt. Erster Moderator war Frank Laufenberg, ihm folgten Felix Parbs (1987), Fritz Egner (1991) und Alan Bangs (1994).
Neben den 54 regulären Ausgaben mit verschiedenen Künstlern wurden ab 1984 zusätzlich ca. 200 Spezialausgaben Ohne Filter extra im Dritten Programm ausgestrahlt, in denen nur eine Band die ganze Sendung füllte. Nachdem die Sendung zu Südwest 3 zurückgekehrt war, präsentierten Heinz-Rudolf Kunze, Uwe Ochsenknecht, Smudo und Götz Alsmann jeweils eine reguläre und mehrere Extra-Ausgaben. 1999 übernahm Cherno Jobatey als fester Moderator, mit ihm wurde die langlebige Reihe schließlich eingestellt. Einzelne Aufzeichnungen sind beim SWR-Mediashop erhältlich und bei YouTube zu finden.
In Ohne Filter extra gab es unter anderem Konzerte von:
- Chaka Khan (1985)
- David Sanborn (1986)
- Chris Rea (1986)
- Carlos Santana (1987)
- José Feliciano (1988)
- Joe Cocker (1988)
- Rory Gallagher (1990)
- Allman Brothers Band (1991)
- Eric Burdon (1991)
- Little River Band (1991)
- Michael McDonald (1993)
- Béla Fleck and the Flecktones (1993)
- Al Jarreau (1994)
- Yellowjackets (1994)
- Peter Frampton (1995)
- Gary Moore (1997)
- Peter Green (1998)
- America (1999)
- Mike and the Mechanics (1999)
- Mark King (1999)
- Manfred Mann’s Earth Band (1999)
- Jethro Tull (1999)